# ルィブニツァ
ルィブニツァ（ルーマニア語: Rîbnița, Râbnița/Рыбница、ロシア語: Ры́бница, Rybnica、ウクライナ語: Ри́бниця, Rybnycja カナ表記ではルブニツァ、リブニツァとも; ポーランド語: Rybnica, リトアニア語: Ribnica, ベラルーシ語: Ры́бніца, イディッシュ語: ריבניץ‎）は、モルドバ共和国内の沿ドニエストル共和国の都市である。ルィブニツァ地方の最大の都市で、ドニエストル川左岸に位置する。
首都キシナウからおよそ130kmの距離にあり、また鉄鋼業を中心とする工業の中心都市である。

## 歴史
1628年にルーシ人の集落として形成された。のちにポーランド・リトアニア共和国に編入される。ルィブニツァの名前は、ロシア語で「魚」を表す"рыба"が由来とされる。
1793年にポーランド領であったルィブニツァはポーランド・リトアニア共和国解体（ポーランド分割）に伴いロシア帝国領になった。
1939年の旧ソ連の国勢調査によると、人口11,453人であり、その内1,729人（15.1%）がモルドバ（ルーマニア）人、5,187人（45.29%）がウクライナ人、3,216人（28.08%）がユダヤ人、そして771人（6.73%）がロシア人であった。
1944年3月17日にルィブニツァでヒトラー主義者が400人ほどの囚人、ソビエト市民、反ファシズム主義者を虐殺した。

## 著名な人物
- エフゲニー・シェフチュク - 沿ドニエストル共和国2代目大統領。